# Saint-Hilaire-les-Monges
Saint-Hilaire-les-Monges é uma comuna francesa na região administrativa de Auvérnia-Ródano-Alpes, no departamento Puy-de-Dôme. Estende-se por uma área de 10,38 km². Em 2010 a comuna tinha 88 habitantes (densidade: 8,5 hab./km²).